# Джеймс Байрон Хъгинс
Джеймс Байрон Хъгинс (на английски: James Byron Huggins) е американски писател на бестселъри в жанра трилър и фантастична мистерия.

## Биография и творчество
Джеймс Байрон Хъгинс е роден на 14 август 1959 г. в Мадисън, Алабама, САЩ. Завършва гимназия „Морган“ в Алабама. През 1981 г. получава бакалавърска степен по журналистика и английски език от Държавния университет в Троя, САЩ.
От 1981 г. до 1985 г. работи като репортер за вестник „Hartselle Enquirer“ в Хартсейл, Алабама, като печели с публикациите си седем награди. След това започва да работи за нелегалното християнско движение в Източна Европа, като помага за контрабандата на информация в и извън страните зад Желязната завеса, като първо е в Тексас, 1985-1987 г., а след това в Румъния, 1987-1989 г. В Румъния събира информация за тайната полиция „Секуритате“ и нейните операции, както и подпомага местните дисиденти за контактите им със запада и представянето на света на тежкото им положение чрез филми, снимки и документи. Като средство за оцеляване, и за да избегне откриването си, Хъгинс понякога е принуден да се крие в гората или в мазета.
По-късно се завръща в САЩ, където пише за малък вестник и работи за християнско списание с нестопанска цел. Завършва с отличие обучение за полеви офицер и работи пет години като униформен патрул в полицейското управление в Хънтсвил, Алабама, като за работата си получава награда.
През 1993 г. Хъгинс напуска полицията, за да започне кариера като писател. Още с първите си романи – „A Wolf Story“ (1993), „The Reckoning“ (1994) и „Leviathan“ (1995) става известен и те попадат в списъците на бестселърите на „Ню Йорк Таймс“.
Романите му са наситени с древни и съвременни мистерии, генетични промени, чудовища и ужасяващи убийства.
Следват още няколко романа, които го утвърждават сред най-популярните писатели на трилъри в света.
Компанията на Силвестър Сталоун откупува правата за филмиране на романите му „Хънтър“ – за филм „Rambo V: The Savage Hunt“ и „Cain“, но проектите по тях са в процес на разработка.
Джеймс Байрон Хъгинс живее, със съпругата си Карън Лейн и двете си деца – Гейбриъл (1991) и Сара (1994), в Декатур, Алабама.

## Произведения

### Самостоятелни романи
- A Wolf Story (1993)
- The Reckoning (1994)
- Leviathan (1995)
- Cain (1997)
- Hunter (1998)
Хънтър, изд.: ИК Бард, София (2000), прев. Олга Герова
- Rora (2001)
- Nightbringer (2004)
- The Scam (2005)
- Sorceror (2006)
Магьосникът, изд.: ИК Бард, София (2008), прев. Асен Георгиев
- Maggie Magdalene (2013)